# Млечник острый
Мле́чник о́стрый (лат. Lactárius ácris) — гриб рода Млечник (Lactarius) семейства Сыроежковые (Russulaceae). Условно-съедобен.

## Морфология
- Шляпка ∅ 3—7 см, сначала выпуклая, затем распростёртая, с бугристой поверхностью, часто с волнистыми краями, иногда эксцентрическая. Кожица буровато-серого цвета, сухая, бархатистая, в сырую погоду — слизистая.
- Пластинки желтоватого цвета, частые, узкие, приросшие или слабо нисходящие по ножке, краснеющие при повреждении. Базидии 40—45×8—10 мкм. Цистиды веретеновидные, 35—65×2—6 мкм.
- Споровый порошок охристого цвета. Споры 7,5—9,5×6,5—8 мкм, сетчато-хребтовидной орнаментации, хребетики до 2 мкм высотой.
- Ножка 3—5 см в высоту, ∅ до 1,5 см, цилиндрическая, слабо суженная к основанию, иногда искривлённая, плотная, бархатистая, серовато-кремового цвета.
- Мякоть белая, плотная, на срезе краснеет, жгуче-острая, без запаха.
- Млечный сок обильный, густой, белого цвета, на воздухе приобретает ярко-коралловый цвет.

### Изменчивость
Цвет шляпки варьируется от серовато-бурого с оливковым оттенком до желтоватого, иногда на шляпке можно заметить концентрические окружности, либо тёмные пятна.

## Экология и распространение
Встречается в лиственных, широколиственных, реже в смешанных лесах с берёзой и лещиной. Небольшими группами на почве, среди травы. Евразия.
Сезон: июль — сентябрь.

## Сходные виды
От прочих млечников отличается млечным соком, на воздухе приобретающим коралловый цвет.

## Пищевые качества
Условно съедобный гриб, используется солёным. Для удаления едкости необходимо длительное вымачивание или отваривание.

## Синонимы

### Латинские синонимы
- Agaricus acris Bolton, 1788 basionym
- Agaricus lactifluus var. acris (Bolton) Pers., 1801
- Lactifluus acris (Bolton) Roussel, 1806
- Galorrheus acris (Bolton) P. Kumm., 1871

### Русские синонимы
- Млечник едкий